# الرمزية في الثورة الفرنسية

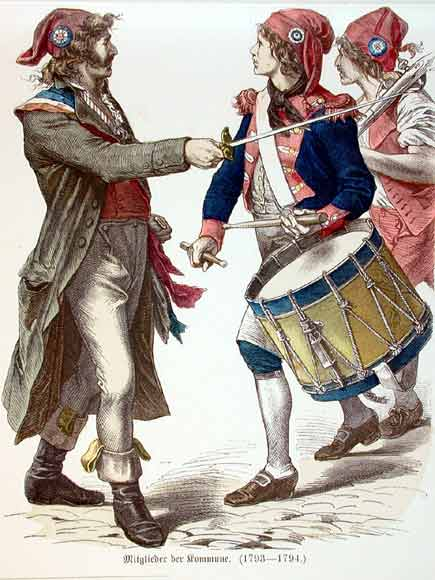

كانت الرمزية في الثورة الفرنسية أداةً لتمييز الملامح الرئيسية للثورة الفرنسية والاحتفاء بها (أو ذمّها) وتعيين الهوية العامة وضمان الدعم. ولتوضيح الاختلاف بين الجمهورية الجديدة والنظام القديم بفعالية، احتاج القادة إلى وضع رموز جديدة يُحتفى بها عوضًا عن تلك القديمة الدينية والمَلكية. ولتحقيق تلك الغاية، استُعيرت الرموز من الثقافات التاريخية وأعيدت صياغتها، ودُمرت رموز النظام القديم أو أُكسيت خصائص مقبولة. وُضعت رموز وأساليب جديدة لتفريق الدولة الجمهورية الجديدة عن الملكية القديمة. زرعت هذه الرموز الجديدة والمُنقحة في عقول الناس عرفًا جديدًا وتقديرًا للتنوير والجمهورية.

## الحزمة
الحزمة كالكثير من رموز الثورة الفرنسية رومانية الأصل. وتمثل حزمة من قضبان شجر البتولا تضم فأس التضحية. في العصر الروماني، رمزت الحزمة إلى سلطة القضاة، ممثلةً الاتحاد والاتفاق مع الجمهورية الرومانية. أحيت الجمهورية الفرنسية هذا الرمز الروماني ليشير إلى سلطة الدولة والعدالة والاتحاد.
خلال الثورة، استُخدمت الحزمة في كثير من الأحيان مع غيرها من الرموز. على الرغم من أنها شوهدت طوال فترة الثورة الفرنسية، فإن النسخة الفرنسية الأشهر من الحزمة هي الحزمة التي تعلوها القبعة الفريجية. لا تُظهر هذه الصورة فأسًا أو إشارة قوية في المركز؛ وإنما تمثل قوة الشعب المحرَر من خلال وضع قبعة الحرية على رأس الرمز الكلاسيكي للقوة.

## الشارة ثلاثية الألوان
ارتدى الثوريون الشارات (الشرائط) على نطاق واسع في 1789. في ذلك الوقت، دُمجت الشارة الباريسية ذات اللونين الأزرق والأحمر مع الشارة البيضاء من النظام القديم (حكم أترافي)- فنتجت الشارة الأصلية لفرنسا. لاحقًا، أصبحت ألوان الشارة وأنماطها المختلفة تميز فصيل مرتديها – لم تكن معاني تلك الأنماط ثابتة دومًا، وإنما تنوعت تبعًا للمنطقة والفترة.
اشتُق العلم ثلاثي الألوان من الشارة المستخدمة في تسعينيات القرن الثامن عشر. كانت الشارة على هيئة شعار دائري يشبه الوردة يُعلق على القبعة. طلب كامي ديمولان من أتباعه ارتداء شارات خضراء في 12 يوليو 1789. واعتمدت ميليشيا باريس، التي تشكلت في 13 يوليو، شارة ملونة بالأزرق والأحمر. الأزرق والأحمر هما لونا باريس التقليديان، ويُستخدمان في شعار النبالة لمدينة باريس. استخدمت شعارات بأنماط لونية مختلفة خلال اقتحام سجن الباستيل في 14 يوليو. قُدمت الشريطة ذات اللونين الأزرق والأحمر إلى الملك لويس السادس عشر في فندق «أوتيل دي في» في 17 يوليو. وجادلت لافاييت أن إضافة الشريط الأبيض هدفها «تأميم» التصميم. في 27 يوليو، اعتُمد شعار ثلاثي الألوان ضمن الزي العسكري للحرس الوطني، وهو قوة الشرطة الوطنية التي خلفت الميليشيا.
طالبت جمعية النساء الجمهوريات الثوريات، وهي جماعة متشددة في أقصى اليسار في عام 1793 بقانون يجبر جميع النساء على ارتداء الشعار ثلاثي الألوان لإظهار ولائهن للجمهورية. وصدر القانون لكنه قوبل بمعارضة عنيفة من جماعات نسائية أخرى. قرر اليعاقبة المسؤولون عن الحكومة أن المرأة لا مكان لها في الشؤون العامة، وحُلت جميع المنظمات النسائية في أكتوبر 1793.

## قبعة الحرية
شوهدت قبعة الحرية أو بونيه روج علنًا أول مرة في فرنسا الثورية في مايو 1790، في مهرجان في تروا تزين تمثالًا يمثل الأمة، وفي ليون، على رمح تحملة الإلهة ليبرتاس. حتى يومنا هذا يظهر الشعار الوطني لفرنسا، ماريان، وهي ترتدي القبعة الفريجية. صُنعت هذه القبعات عادةً بيد نساء عُرفن باسم «الحائكات – تريكوتوز» اللواتي جلسن بجانب المقصلة خلال عمليات الإعدام العلنية في باريس في الثورة الفرنسية، ويُحكى أنهن واصلن الحياكة بين عمليات الإعدام.
قبعة الحرية، والمعروفة أيضا باسم القبعة الفريجية، أو قبعة بيوس، هي قبعة بلا إطار، مخروطية الشكل، تتجه قمتها نحو الأمام. ارتداها بالأصل الرومان القدماء والإغريق والإيليريون ومازالت ترتدى اليوم في ألبانيا وكوسوفو. تضفي القبعة سمات النبل، وهو ما يظهر في أوديسة هوميروس والتوأم الأسطوري كاستور وبولوكس. يعود جزء من شعبية هذا الشعار خلال الثورة الفرنسية إلى أهميته في روما القديمة: يشير استخدامه إلى طقوس إعتاق العبيد الرومانية، حيث يتلقى العبد المحرر القبعة رمزًا لحريته المكتسبة حديثًا. وحرض الأطربون الروماني لوسيوس أبوليوس ساتورنينوس العبيد على التمرد من خلال عرض هذه القبعة لتكون إشارة للحرية.
قبعة بيوس حمراء عادةً. ارتدى الثوار هذه القبعات خلال سقوط سجن الباستيل. وفقًا لصحيفة ريفولوسيون دو باريس، أصبحت القبعة «رمزًا للتحرر من كل العبوديات، وعلامة لاتحاد جميع أعداء الاستبداد». ونافست القبعة الفريجية قبعة بيوس في شعبيتها، وهي قبعة مشابهة تغطي الأذنين ونقرة العنق. وفي نهاية المطاف، حلّت القبعة الفريجية محل قبعة بيوس ونزعت رمزيتها، وأصبحت مرادفة للحرية الجمهورية.

## اللباس

رسم للملك لويس الرابع عشر يوضح لباس الطبقة البورجوازية.

مع تزايد قوة المتطرفين واليعاقبة، سرى اشمئزاز من الأزياء الراقية بسبب بذخها وارتباطها بالمَلكية والأرستقراطية. واستُبدلت بنزعة «مناهضة للأزياء الدارجة» بين الرجال والنساء أكدت على البساطة والتواضع. وارتدى الرجال ملابس عادية داكنة وتركوا شعرهم قصيرًا دون معالجته بالمساحيق الشائعة آنذاك. خلال إرهاب عام 1794، رمزت ملابس العمل سان كيلوت للمساواة عند اليعاقبة. تترجَم سان كيلوت حرفيًا إلى «بلا سراويل الركبة» وفقًا لموسوعة بريتانيكا، في إشارة إلى السراويل الطويلة التي ارتادها الثوار لينؤوا بأنفسهم عن الأرستقراطيين الفرنسيين، والأرستقراطيين ككل، الذين كانوا يرتدون سراويل الركبة تقليديًا، التي تكون أحيانًا حريرية. كانت تلك السراويل الطويلة رمزًا للعمال. وخلال فترة حكومة المديرين الفرنسية بين 1795-1799، عاد البذخ والموضة على طراز «ديريكتوار»؛ لم يلبس الرجال الألبسة الباهظة. كان الكعب العالي آخر رموز الأرستقراطية الفرنسية. فقبل الثورة الفرنسية، كان الكعب العالي عنصرًا أساسيًا في زي الرجال، يرتديه القادرون على اقتنائه للدلالة على المكانة الاجتماعية العالية. عزز لويس الرابع عشر شعبية الكعب العالي داخل بلاطه ونظم ارتداءه. ارتدى الملك، والكثير من النبلاء في بلاطه الكعب العالي الأحمر، واستخدم اللون الأحمر «... للإشارة إلى أن النبلاء لا يلوثون أحذيتهم...» وفقًا لفيليب مانسل، وهو خبير في تاريخ البلاط. خلال الثورة، خسرت هذه الأزياء مكانتها إذ فقدت المَلكية شعبيتها وصار الارتباط بالنظام الملكي خطرًا على نحو متزايد. أصبحت هذه الأزياء أيضًا رمزًا للرعونة، ما جعلها غير جذابة للفرد الفرنسي العادي.

## شجرة الحرية
ترمز شجرة الحرية، التي اعتُمدت رسميًا في 1792، إلى الجمهورية الأبدية، والحرية الوطنية، والثورة السياسية. لها جذور تاريخية في فرنسا الثورية وأمريكا، إذ مثلت رمزًا مشتركًا بين الجمهوريتين الوليدتين. اختيرت الشجرة لتكون رمزًا من رموز الثورة الفرنسيّة لأنها تعبر عن الخصوبة في الفولكلور الفرنسي، أي أصبحت مبجلة لسبب عوضًا عن آخر. واستخدمت المستعمرات الأمريكية فكرة شجرة الحرية للاحتفاء بأعمال التمرد ضد البريطانيين، بدءًا من أعمال الشغب التي جاءت ردًا على قانون الطابع في عام 1765.
بلغت أعمال الشغب ذروتها مع شنق دميتين تمثلان اثنين من سياسيي قانون الطابع على شجرة دردار كبيرة. ومنذ ذلك الحين احتُفي بشجرة الدردار رمزًا للحرية في المستعمرات الأمريكية. ورمزت للحاجة إلى العيش والنمو، كما كانت حال الجمهورية. لهذا، تُصور الشجرة على هيئة شتلة، وتكون شجرة بلوط في التمثيل الفرنسي. تمثل شجرة الحرية احتفالًا مستمرًا بروح الحرية السياسية.